# Dirk van Hodenpyl (1321-1406)

Wapen van Hodenpyl

Dirk II Janszn van Hodenpyl (ca.1321 - overleden rond 1406) was heer van Rijswijk-Blotinge, Maasland, Rodenrijs en Nieuwkerk aan den Alm en baljuw van Delfsland.
Hij was een zoon van Jan van Hodenpyl en Aleid van der Made. In 1340 werd Dirk tot ridder geslagen en hij trouwde kort daarna met Machteld van Heemstede, een dochter van Gerrit van Heemstede. In de volgende jaren verkreeg hij de heerlijkheden Maasland en Rodenrijs waar hij tevens een stenen huis liet bouwen onder de naam huize Rodenrise; dit werd bekostigd door Jan I van Brederode. Hij stichtte ook het huis Te Blotinghe wat het stamhuis der Hodenpyls werd. In 1360 werd hij tot rentemeester benoemd voor het noordelijk deel van Holland, dit bleef hij tot zijn dood doen. In 1398 wist Dirk het leven van Albrecht van Beieren te redden tijdens een van de tochten tegen de Friezen.
Dirk kreeg minstens twee kinderen met Machteld:
- Jan van Hodenpyl, deze zoon sneuvelde bij de slag bij Brouwershaven in 1426. Jan trouwde met Elisabeth van Haamstede (1391-1456). Jan en Elisabeth verkregen een dochter:
  - Johanna van Hodenpijl trouwde met Willem I van Beieren-Schagen
- Goede van Hodenpyl, trouwde met Dirck van den Hoorn